# Juramentos de Estrasburgo

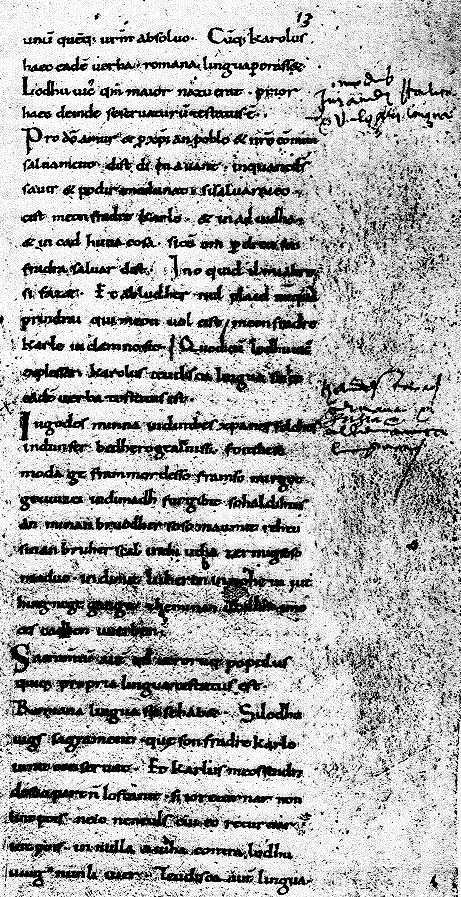
Extracto de los Juramentos de Estrasburgo.

Los Juramentos de Estrasburgo (en latín: Sacramenta Argentariae; en francés: Serments de Strasbourg) son unos juramentos de ayuda mutua prestados el 14 de febrero de 842 entre dos de los nietos de Carlomagno, Carlos el Calvo y Luis el Germánico, contra su hermano Lotario, donde se encuentra el primer testimonio de una lengua romance hablada en Francia, ya claramente distinta del latín, que marcan el nacimiento de la lengua francesa.
Los Juramentos de Estrasburgo fueron declarados y redactados en este protofrancés y en teudisca lingua (lengua germánica), por cada uno de los dos monarcas en la lengua del otro, y después por sus tropas, de modo que todo el mundo pudiese comprenderlo.
Fueron transcritos por Nitardo, otro nieto de Carlomagno, y vienen a ilustrar el momento en que el latín literario, utilizado en los documentos, dejó de ser inteligible por el pueblo.

## Texto enteudisca lingua

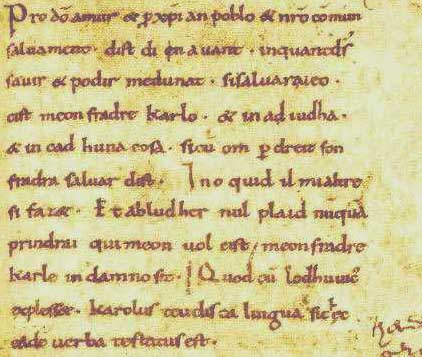
Extracto del Juramento

Escrito en una lengua germánica de tipo fráncico, hablada en la región renana. Pronunciado por Carlos el Calvo.
 In Godes minna ind in thes christianes folches ind unser bedhero gealtnissi, fon thesemo dage frammordes, so fram so mir Got geuuizci indi mahd furgibit, so haldih tesan minan bruodher, soso man mit rehtu sinan bruodher scal, in thiu, thaz er mig sosoma duo ; indi mit Ludheren in nohheiniu thing ne gegango, zhe minan uuillon imo ce scadhen uuerhen

## Texto enromana lingua

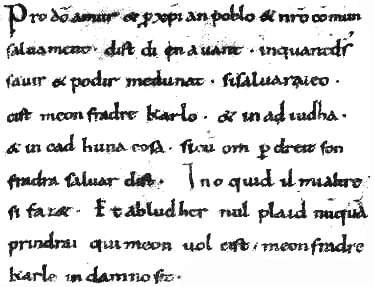
Los Juramentos de Estrasburgo.

Escrito en protofrancés, claramente distinto del latín, pero sin muchos de los rasgos que distingan al francés de los primeros textos literarios. Pronunciado por Luis el Germánico.
Este protofrancés en cambio, posee claramente rasgos del occitano y el catalán, véase;
Per l'amor de Deu i per del poble cristià i nostre comú salvació/ salvament, d'ací en endavant, quant Déu saviesa i poder em doni...'
Aiudha; ajuda 
Cadhuna; cadascuna
Dreit; Dret
La influencia del latín escrito es evidente en cuanto al lugar del verbo se refiere.
Pro deo amur et pro christian poblo et nostro commun salvament, d'ist di in avant, in quant deus savir et podir me dunat, si salvarai eo cist meon fradre Karlo et in aiudha et in cadhuna cosa, si cum om per dreit son fradra salvar dist, in o quid il mi altresi fazet, et ab Ludher nul plaid nunquam prindrai, qui meon vol cist meon fradre Karle in damno sit

## Traducción al castellano
Traducción del texto en romana lingua:
«Por el amor de Dios y por el pueblo cristiano, y por nuestro bien común, a partir de ahora, mientras Dios me dé sabiduría y poder, socorreré a este mi hermano Carlos con mi ayuda y cualquier otra cosa, como se debe socorrer a un hermano, según es justo, a condición de que él haga lo mismo por mí, y no tendré nunca acuerdo alguno con Lotario que, por mi voluntad, pueda ser perjudicial para mi hermano Carlos.»

## Otros textos de origen francés
Existen otros textos anteriores a los Juramentos, que testimonian el romance hablado en Francia, como las glosas de Cassel, del siglo VII, o las glosas de Reichenau, un siglo posteriores. Estos son, sin embargo, glosarios o listas de palabras. 
El segundo texto completo de la historia de la lengua francesa es la Secuencia de Santa Eulalia, fechada en 880, y que constituye el primer texto literario francés.